# Miso-shiru

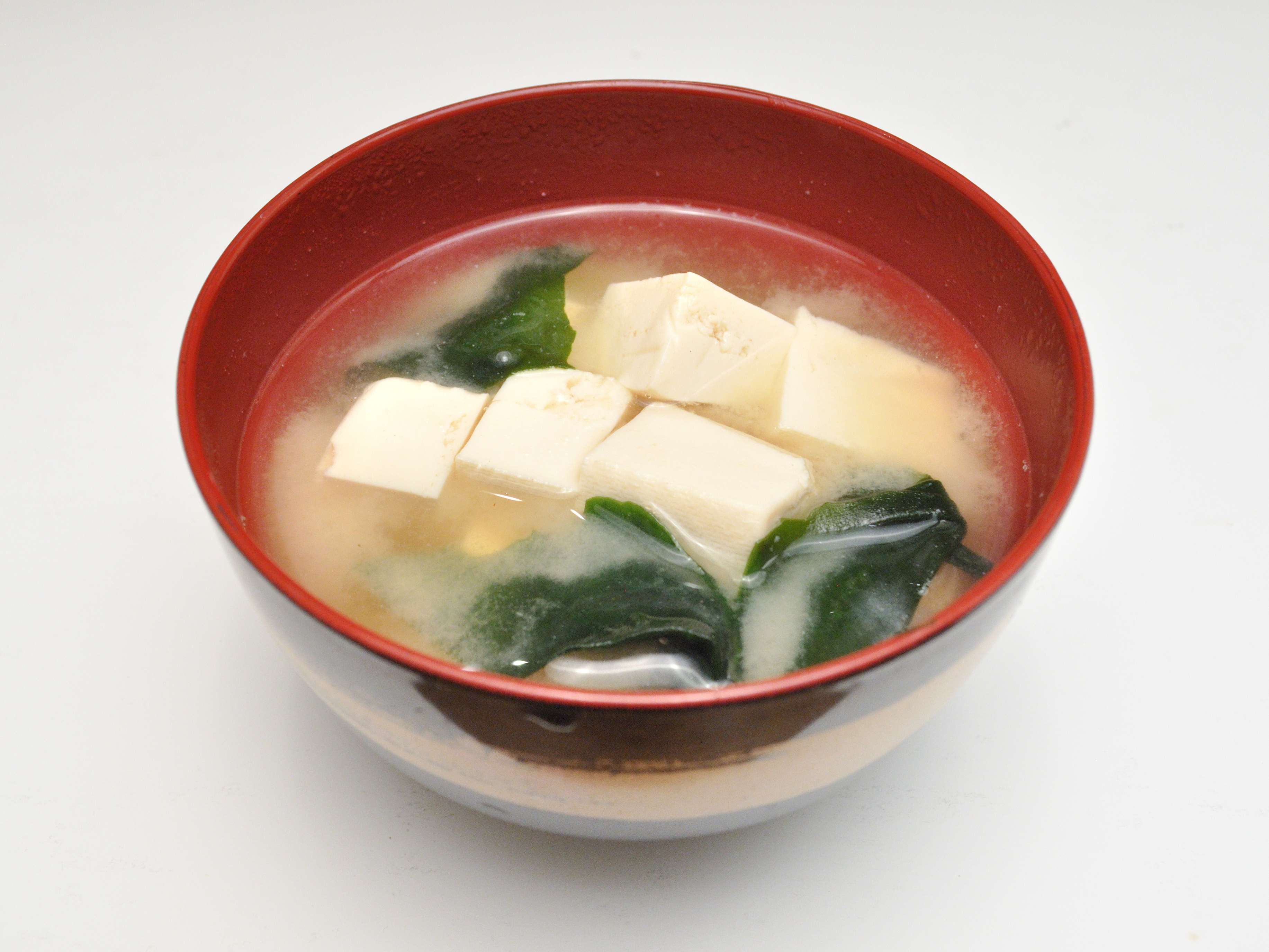
Miso-shiru

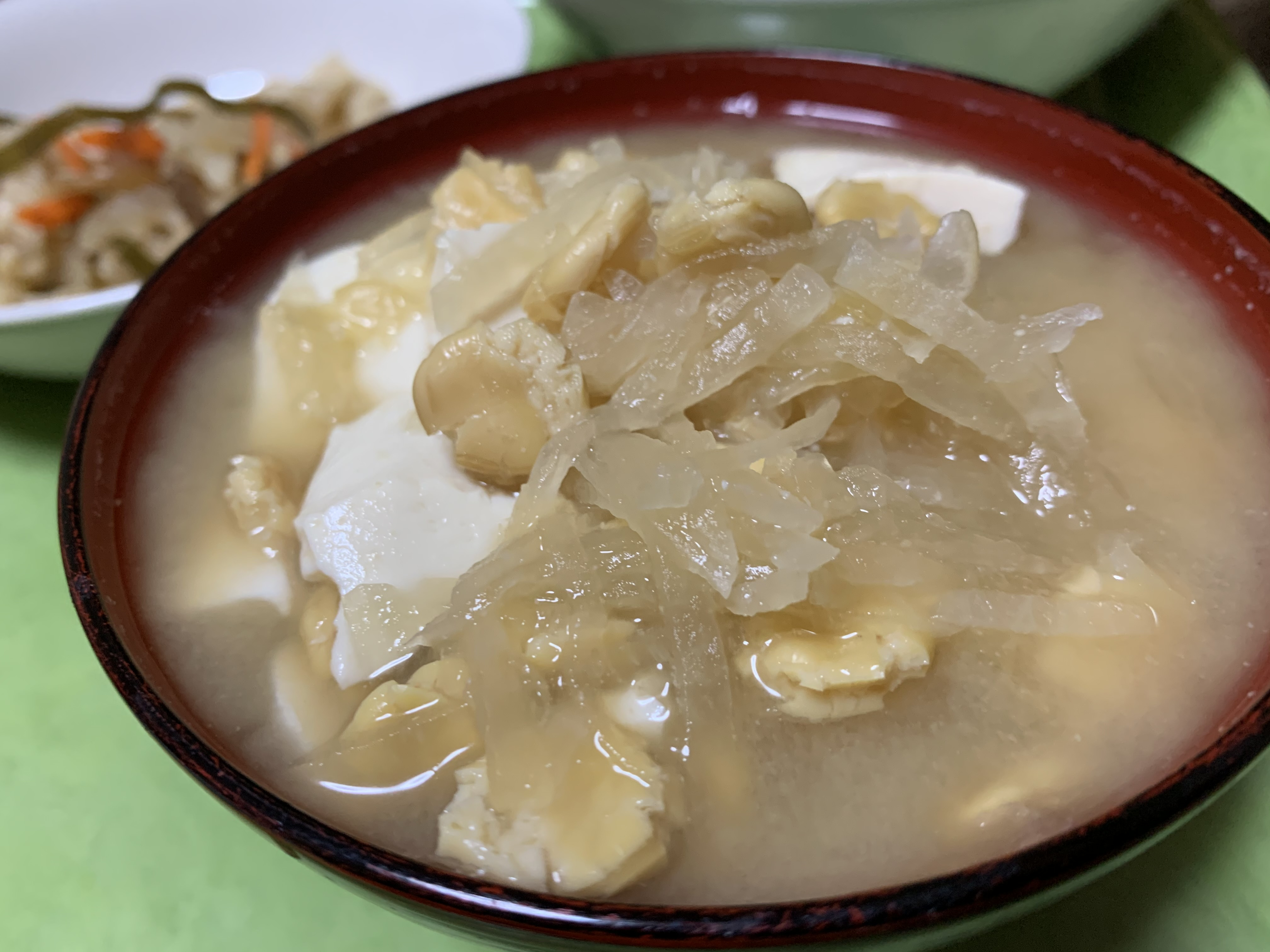
Zupa miso z uchimame, konserwowaną fasolą sojową, tradycyjnie wytwarzaną głównie na obszarach o dużych opadach śniegu, jak wybrzeże Morza Japońskiego

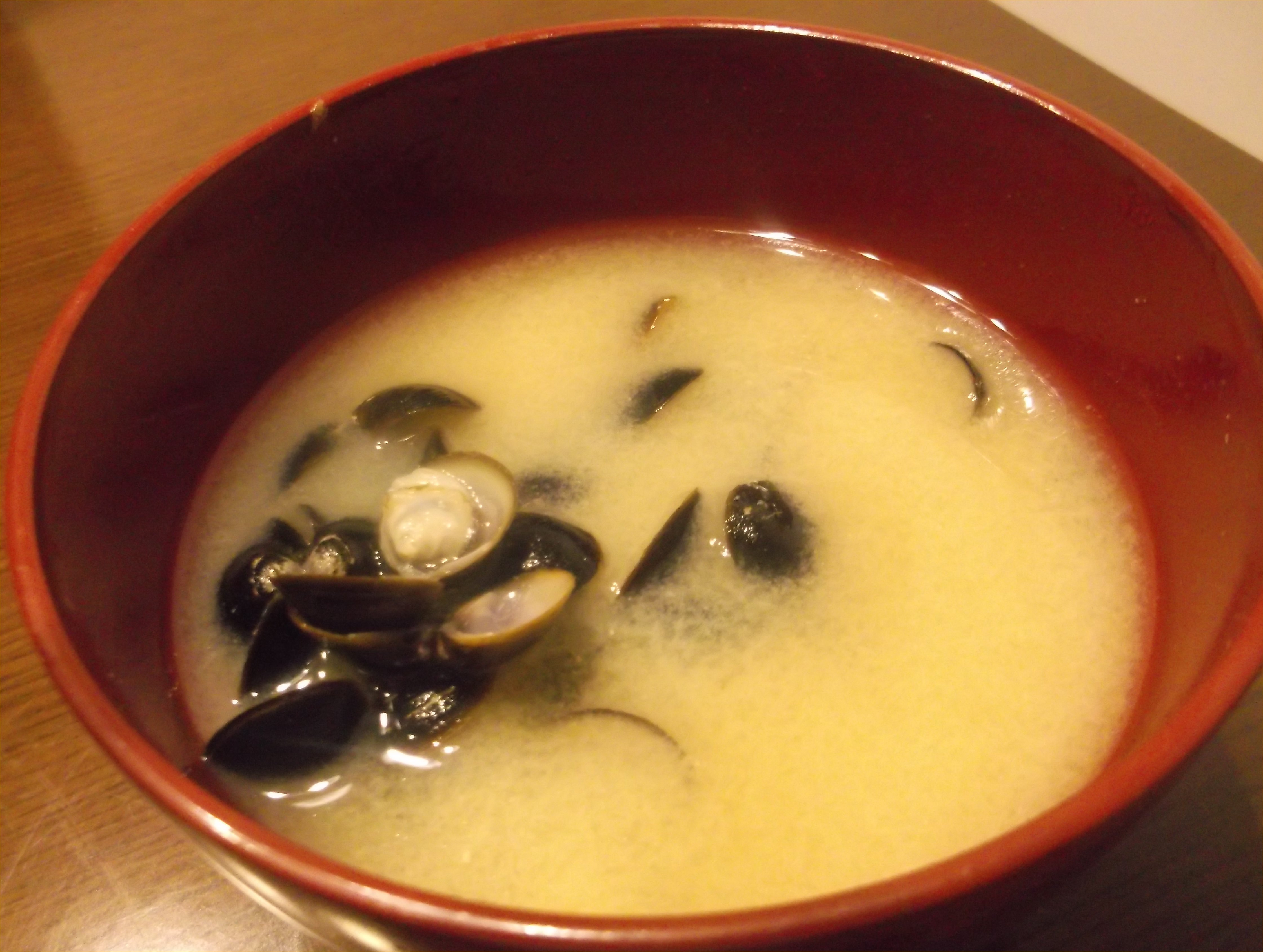
Zupa miso z małżami shijimi (Corbicula japonica)

Miso-shiru (jap. 味噌汁 zupa miso) – tradycyjna japońska zupa, spożywana w Japonii praktycznie codziennie jako część posiłków (również na śniadanie). Sporządzana jest na bazie bulionu dashi z dodatkiem pasty sojowej miso oraz wielu innych składników, zależnie od regionu i osobistych upodobań. Szczególnie często dodaje się tofu, ryby oraz wodorosty wakame. Według tradycji japońskiej, te dodatkowe składniki zupy powinny odzwierciedlać aktualną porę roku, wykorzystuje się więc sezonowe warzywa i ryby.

## Składniki
Zgodnie z japońskim zwyczajem, składniki mają odwzorowywać charakter pór roku, a także tworzyć kontrasty pomiędzy kolorami, konsystencją i smakami. Często więc spotyka się połączenie czosnku dętego (negi, Allium fistulosum) i tofu – składnika intensywnego i łagodnego. Komponenty pływające po powierzchni, jak wodorosty, łączone są z ziemniakami, które opadają na dno. W skład miso-shiru często wchodzą: grzyby, ziemniaki, wodorosty, cebula, krewetki, ryba, starta rzodkiew daikon. W zupie tej można znaleźć niemal każdy typowo japoński składnik.

## Historia
Miso-shiru prawdopodobnie powstała w Chinach około 500 roku p.n.e. Z Chin dotarła do Japonii razem z buddyzmem w VI/VII wieku. Japońska wersja najprawdopodobniej różniła się od chińskiego pierwowzoru, który składał się z soi, zboża, wody, alkoholu i soli.